# ブタクサハムシ
ブタクサハムシ（豚草葉虫：学名 Ophraella communa LeSage, 1986）はハムシ科に分類される北米原産の甲虫の一種。東アジアの一部（日本、台湾、中国）や欧州の一部（イタリア、スイス）では外来種として野生化している。
名前のとおり幼虫・成虫ともに外来植物のブタクサやオオブタクサを主食としてそれらを枯死させることもある。このためブタクサ類の外来種問題に取り組む各国では生物農薬として期待されているが、ヒマワリなどの栽培植物も食べることもあるため、安全な利用に向けて研究が行われている。

## 分布
在来分布
北アメリカからメキシコにかけての地域。
外来分布
- 日本（1996年頃より:本州、四国、九州）[6]
- 台湾（1996年より：台中ほか。同時期に中国側の金門島でも確認）[7]
- 中国（2011年より：それ以前から研究用に導入されていたが、2011年に中国本土で野生の外来個体群が初確認された）[3]
- 欧州（2013年より：イタリア北部[4]からスイス南部[5]にかけての地域に広く生息しているのが確認された）

日本で最初の報告は大野(1997)によるもので、1997年8月に埼玉県朝霞市でブタクサやオオブタクサを食害しているのを発見し、北米原産の O. communa に同定してブタクサハムシの新和名をつけて報告した。しかし報告はされていなかったものの、実際にはこれより早い1996年にはすでに別の人々によって東京都や神奈川県などで発見されて調査が進められており、関西でも1997年10月には大阪府の枚方市と高槻市で確認され、その後は急速に分布を拡大し青森県から鹿児島県にわたる全都府県で確認されるに至った。これらの外来初期の各地の記録は守屋・初宿(2001)によって整理報告されている。

## 形態
成虫の体長は3.5～4.7mm程度。体色は淡黄褐色～黄褐色で、微細な毛に覆われるため光沢はない。上翅には特有の黒色の縦縞模様があり、この縞の濃淡や長さにはある程度の個体変異がある。脚は本体同様の黄褐色だが、触角は黒い。卵は黄色い短円筒形で、寄主植物の葉の裏面などに多数個が密に並べられたかたちで産卵される。幼虫は灰色がかった寸詰まりの芋虫型で、葉上に目の粗い淡褐色の粗雑な繭を造って蛹になる。

## 生態
食草は全てキク科の植物で、在来の生息地である北米ではブタクサのほか、ブタクサモドキ、オナモミ、フナバシソウ属の一種 Iva axillaries、ヒマワリ属の一種 Helianthus ciliaris、ラティピダ属の一種 Ratibida pinnata の5属6種のキク科植物が知られており、日本では野外においてブタクサ、オオブタクサ、オオオナモミ、イガオナモミ、キクイモ、ヒマワリ属など、やはりキク科に属する数種の植物を食べることが報告されている。
日本では春に産卵し、成虫で越冬する。Watanabe ら(2004)による茨城県つくば市での観察では、ブタクサを食い尽くした成虫は冬前に寄主をオオオナモミに換え、冬季はそれらの巻いた枯葉をシェルターとして成虫で越冬し、春には再び寄主をブタクサに換えて産卵、幼虫はブタクサで成育する。

## 人との関係
花粉症の原因ともなっている外来種のブタクサを枯死させるまで食害するため、その駆除に役立つ可能性に期待がかけられている。
しかしその一方で、ヒマワリなどのキク科の有用種をも食害することもあるため、その摂食機構について研究がなされている。田村(2004)によれば、餌となる植物にはブタクサハムシの食欲を刺激する摂食刺激物質として、2種のトリテルペノイド（α-amyrin acetate ・β-amyrin acetate）と2種のコーヒー酸（カフェー酸）誘導体（chlorogenic acid・3,5-dicaffeoyllquinic acid）が含まれている。しかしこれらの物質を含みながらも、ブタクサハムシの食欲を抑制する物質を含むキク科植物も存在し、ブタクサハムシの食欲に対する刺激物質と抑制物質の含有の組み合わせが、寄主（食草）の選択に関係していると推定されている。
また、摂食刺激物質をもつキク科の栽培種であるレタス、ゴボウ、シュンギク、ヒマワリなどに対してブタクサハムシが害虫化するかどうかを探る実験では、成虫はこれら全種を食べたものの、ヒマワリ以外の餌では寿命は短くなり産卵せず、幼虫も早期に死亡して蛹になれなかったことから、上記のうちヒマワリ以外の栽培種に対しての害虫化の可能性は低いと推定されている。しかしブタクサハムシに異常が見られなかったヒマワリに関しては害虫化のおそれがあるため警戒が必要だとしている。

## 分類
Ophraella 属のハムシは全て北米の在来種で、10数種が知られる